# Lucio e Montano
Lucio e Montano furono due cristiani (probabilmente preti o diaconi) uccisi a Cartagine poco dopo il vescovo Cipriano in seguito all'editto di persecuzione dell'imperatore Valeriano dell'estate 258.
Il loro martirio è narrato in una passio in 23 capitoli risalente al III secolo pubblicata nel volume II di Bibliotheca hagiographica latina (n. 6009). Lo stile della passio, talvolta attribuita al diacono Ponzio, autore anche della passio di Cipriano, riecheggia quella delle sante Perpetua e Felicita.
Il loro culto era vivo già nel VI secolo: a quest'epoca risale la basilica di Henchir el Beguer, presso Tébessa, che conservava le reliquie dei due santi.
La memoria dei santi Lucio e Montano era celebrata al 23 maggio nel Calendario cartaginese; il Martirologio geronimiano ricordava Lucio, Montano e alcuni compagni (Vittore, Giuliano, Vittorico, Donaziano) al 23 maggio ed altri compagni (Giuliano, Vittorico, Flaviano) al 24 febbraio.
L'elogio dei santi Lucio, Montano, Giuliano, Vittorico, Vittore e Donaziano si legge nel Martirologio romano al 23 maggio.
Uno dei martiri, Giuliano, è protettore della città di Erice (fino al 1934 Monte San Giuliano) e a lui è dedicata la omonima chiesa.